# 프세우도지우스상과
프세우도지우스상과(Pseudozioidea)는 게 상과의 하나로 이전에는 에리피데스상과, 붉은무늬부채게상과, 부채게상과, 애기털보부채게상과 그리고 원숭이게상과에 포함시켜 분류했다. 멸종된 화석 종은 에오세까지 거슬러 올라가며, 프세우도지우스과에 속하는 종이 알려져 있다.

## 하위 분류
3개 과에 11개 속으로 분류하고 있다.
- 필룸노이데스과(Pilumnoididae) Guinot & Macpherson, 1987
  - 필룸노이데스속(Pilumnoides) Lucas, 1844
- 플라노필룸누스과(Planopilumnidae) Serène, 1984
  - Haemocinus Ng, 2003
  - 플라노필룸누스속(Planopilumnus) Balss, 1933
  - Platychelonion Crosnier & Guinot, 1969
- 프세우도지우스과(Pseudoziidae) Alcock, 1898
  - † Archaeozius Schweitzer, 2003
  - Euryozius Miers, 1886
  - Flindersoplax Davie, 1989
  - † Priabonocarcinus Müller & Collins, 1991
  - 프세우도지우스속(Pseudozius) Dana, 1851
  - † Santeexanthus Blow & Manning, 1996
  - † Tongapapaka Feldmann, Schweitzer & McLaughlin, 2006